# Capelins (Santo António)
Capelins (Santo António) is een plaats (freguesia) in de Portugese gemeente Alandroal en telt 673 inwoners (2001).

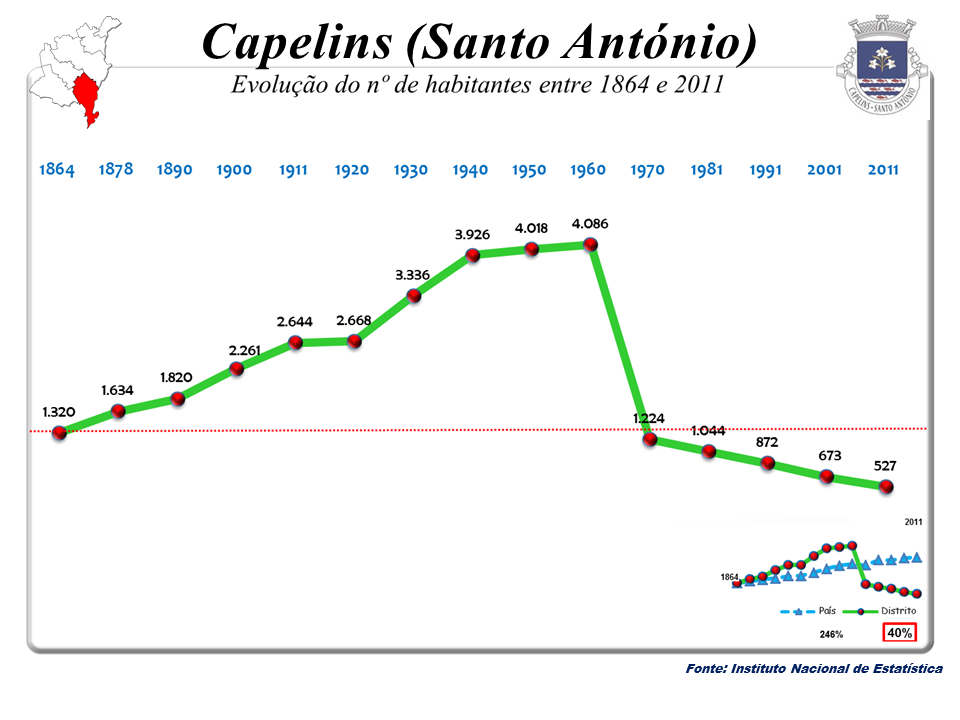
Bevolkingsontwikkeling tussen 1864 en 2011